# Turmhügel Oberhausen
Der Turmhügel Oberhausen ist eine abgegangene Turmhügelburg (Motte) in dem gleichnamigen Gemeindeteil Oberhausen des niederbayerischen Marktes Reisbach im Landkreis Dingolfing-Landau.
Er liegt 180 m westsüdwestlich der Ortskirche Mariä Himmelfahrt und etwa 60 m südlich der Vils. Er wird als Bodendenkmal unter der Aktennummer D-2-7441-0057 im Bayernatlas als „Turmhügel des Mittelalters“ geführt. Auf der topographischen Karte wird er als „Burgstall“ bezeichnet.

## Beschreibung
Am nordwestlichen Rand von Oberhausen bzw. südlich der Vils liegen die Reste eines Turmhügels. Dieser besitzt ein ovales Plateau mit den Ausmaßen von 26 (Nordwest-Südost) × 19 (Südwest-Nordost) m. Dieses ist von einer bis zu 15 m breiten Grabenmulde umgeben. In östlicher Richtung zum Dorf ist der Graben durch Auffüllungen nicht mehr sichtbar, in südlicher Richtung ist er durch eine Bebauung vollständig unkenntlich. Im nördlichen Bereich erhebt sich das Plateau Richtung Schlossstraße noch 2 m über dem Graben. Die Anlage ist durch rezente Baumaßnahmen stark beeinträchtigt.